# 封泥

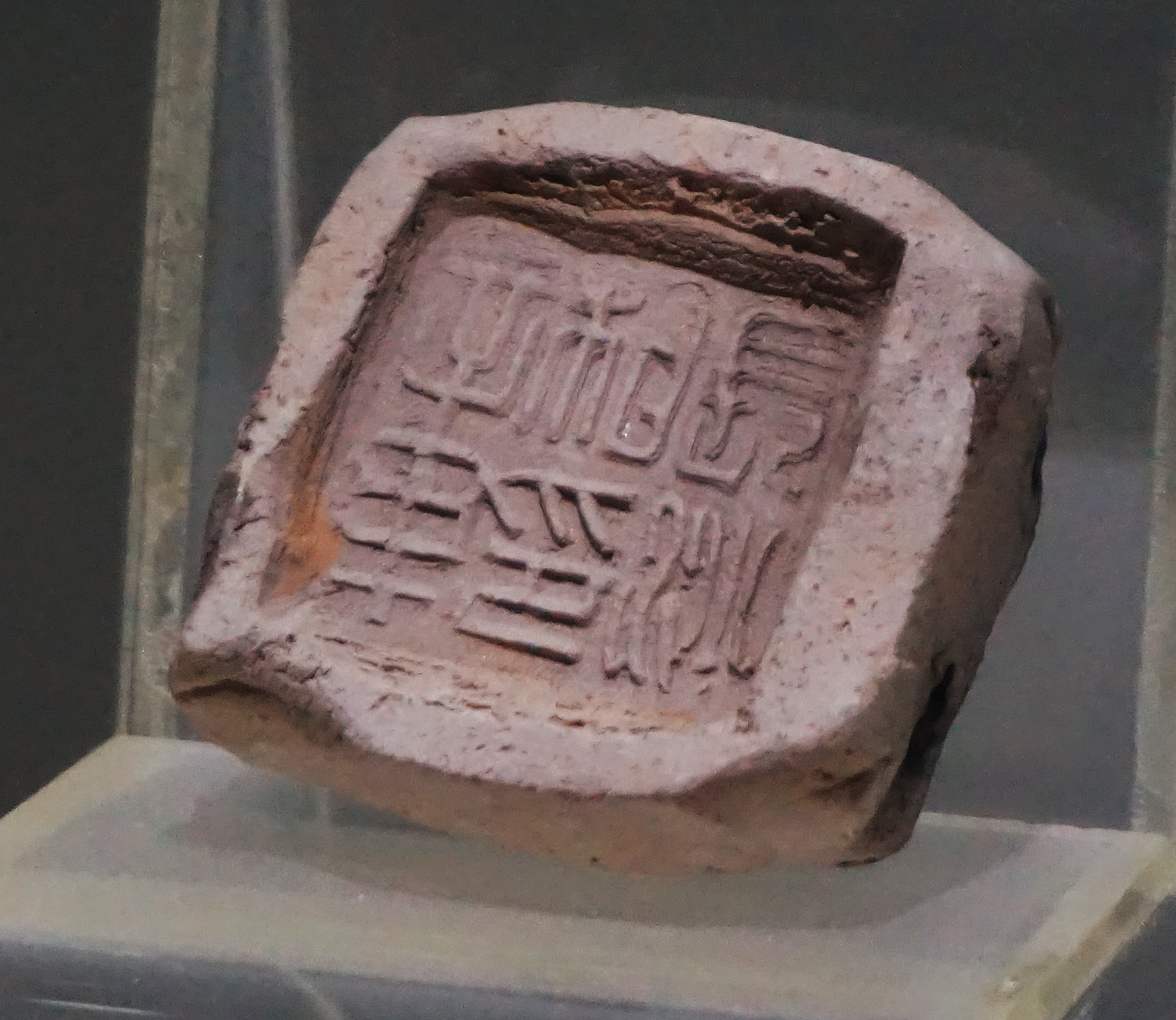
“长沙相印章”封泥，藏于中国邮政邮票博物馆

封泥又稱泥封、芝泥，是秦朝至魏晉時期機密文件上的一種蓋有印章的泥巴。當時文件大多寫在簡牘上，而簡牘又是用繩子捆扎，那麼封泥一般放在繩子的打結處，如果要拆開簡牘，必須要挪動封泥。一旦封泥有動過的痕跡，便表示此文件有可能被人拆封。文件拆開後，為避免有人拿封泥私刻公章，封泥不能隨意丟棄。隨著紙張代替簡牘成為書寫材料，封泥開始退出歷史舞台。